# ارنشترودا
ارنشترودا (به آلمانی: Ernstroda) یک منطقهٔ مسکونی در آلمان است که در فریدریشرودا واقع شده‌است.
 ارنشترودا  ۱٬۰۲۶ نفر جمعیت دارد.